# 한국선박관리산업협회
한국선박관리산업협회(韓國船舶管理產業協會, Korea ShipManagers' Association, KOSMA)는 선박관리, 선원관리 및 해상보험 등의 업무를 수행함과 동시에 선박관리업체 상호간 유대강화, 공동 복리증진 및 효율적인 선박관리로 선박관리업의 건전한 발전을 도모하고 국민경제발전과 해운강국 도약 및 국위 선양 등에 기여하기 위하여 설립된 특수법인이다. 부산광역시 중구 충장대로 9번길 66번지 (중앙동4가 74-7)에 위치하고 있다.

## 설립 근거
- 선박관리산업발전법 제15조[3]

## 주요 업무
- 회원 상호간의 친목과 공동복리의 증진
- 선박관리업에 관한 시장자료 조사연구
- 선원수급에 관한 기본자료조사 및 대책연구
- 선원 상호간의 부조 및 공제업무
- 선박관리업에 관한 상담 및 지도
- 선원의 효율적 노무관리의 조사연구
- 정부관계업무의 효율적 수행을 위한 협조지원
- 선박관리업에 관한 관련사업 개척추진
- 선원의 공동복리를 위한 의료보험사업
- 협회 소유 재산의 관리
- 기타 협회 목적달성을 위하여 필요한 사항

## 연혁
- 1982년 6월 10일 한국선원대리점협회 창립총회
- 1982년 7월 13일 비영리 사단법인 한국선원대리점협회 설립 허가 (해운항만청). 초대 회장 라스코해운 대표이사 김동화 선임
- 1985년 3월 2일 한국선원관리사업협회로 명칭 변경
- 1986년 1월 30일 제3대 회장 천경해운 대표이사 한관수 선임
- 1988년 1월 28일 제4대 회장 우일상운 대표이사 이동규 선임
- 1990년 2월 27일 제5대 회장 해룡상선 대표이사 김남술 선임
- 1993년 1월 1일 한국선박관리업협회로 명칭 변경
- 1993년 2월 13일 제6대 회장 삼호선박 대표이사 이헌탁 선임
- 2002년 2월 28일 제9대 회장 동국상선 대표이사 박향무 선임
- 2008년 2월 27일 제11대 회장 범진상운 대표이사 정영섭 선임
- 2011년 2월 23일 제12대 회장 범진상운 대표이사 정영섭 연임
- 2012년 12월 27일 특수법인 한국선박관리산업협회로 설립 허가[4]

## 조직

### 총회
- 고문

#### 이사회

##### 회장
- 정책·제도개선분과위원회
- 선박관리업발전분과위원회
- 노동분과위원회
- 운영분과위원회
- 감사

###### 부회장
- 전무이사
  - 총무팀
  - 교육기획팀
  - 해무안전팀

## 같이 보기
- 선박안전기술공단
- 한국선박금융
- 한국선급